# Nybølle (Smørum Sogn)
 For alternative betydninger, se Nybølle. (Se også artikler, som begynder med Nybølle)
Nybølle er en landsby beliggende i Egedal Kommune beliggende ca. 3,5 km sydøst for Smørum, ca. 7 km nord for Høje-Taastrup og ca. 18-19 km. vest for Indre By (København). Før Kommunalreformen i 2007 tilhørte Nybølle Ledøje-Smørum Kommune.
Nybølle er omgivet af naturlige skel (Nybølle Å, Hove Å, Tysmose og Tysmose Å) og blev ligesom de fleste landsbyer anlagt i løbet af middelalderen. Landsbyen hører stadig til de mindre på egnen. Man kan endnu finde fem oprindelige gårde og nogle huse, samt et gadekær i den østlige del af landsbyen. De relativt store tofter (jorden nærmest gårdene) omkring enkelte gårde er med til at give byen et åbent præg.

## Etymologi
Nybølle og en række tilsvarende stednavne (Nybøl, Nebel, Neble m.v.) indeholder det gamle danske ord "nybøli", der betyder "ny bebyggelse". Efterleddet er afledt af "bol".

## Historie
Nybølle landsby bestod i 1682 af 7 gårde. Det samlede dyrkede areal udgjorde 224,0 tønder land skyldsat til 64,04 tønder hartkorn. Dyrkningsformen var trevangsbrug.
I 2017 fik Nybølle fast rutedrift fra Movia med linje 163, der forbinder Hove, Nybølle, Ledøje og Smørumnedre med Måløv Station og Veksø Station alle ugens 7 dage.